# Василий Архипов
Вижте пояснителната страница за други личности с името Архипов.
Василий Александрович Архипов е съветски военноморски офицер, вицеадмирал.

## Биография
Роден е в с. Зворково (дн. Орехово-Зуевски район) Московска област. Родителите му са Александър Николаевич Архипов и Мария Николаевна. Жени се за учителката Олга Григориевна.

### Образование
Завършва Тихоокеанското висше военноморско училище през 1945 г. и участва във военните действия срещу Япония на миночистач от Тихоокеанския флот като курсант-дубльор на командира на БЧ-1 (бойна част 1). След края на Втората световна война е прехвърлен във Военноморското училище в Баку, което завършва през 1947 г.

## Военна служба
Службата си във Военноморския флот на СССР изкарва на офицерски длъжности на подводници в Черноморския, Северния и Балтийския флот.

### Авария с подводница „К-19“
През лятото на 1961 г. участва в поход с подводницата „К-19“ в качеството си на дубльор на командира. На 4 юли възниква авария, при която има риск да избухне ядрен взрив. По време на ликвидацията на аварията на лодката възниква конфликт – няколко офицери застават срещу командира си кап. 2 ранг Николай Затеев заради решението му да потопи лодката и да евакуира екипажа на остров Ян Майен. В сложната ситуация командирът трябва да вземе твърди мерки, за да избегне избухването на бунт на борда на подводницата. Той заповядва на командира на БЧ-2 (бойна част 2) капитан-лейтенант Мухин да изхвърли в морето наличното стрелково оръжие на борда, като остави оръжие само за него, за старпома Енин, капитан 2 ранг Андреев, дубльора на командира Архипов и за себе си. Така Архипов в конфликта застава на страната на командира. Както и другите офицери и екипажа Архипов също е облъчен.

### Участие в Карибската криза
От декември 1961 г. е началник-щаб на 69-а бригада подводници, разквартирована в Сайда-Губа. От 1 октомври в рамката на операция, започнала в хода на Карибската криза, бригадата се отправя към бреговете на Куба, като на командването не са дадени никакви точни указания относно използването на ядрено оръжие, с което подводниците са били въоръжени. Преди отплаване Архипов повдига въпроса към заместник-командващия на ВМФ Фокин: „Не е ясно, другарю адмирал, защо взимаме с нас ядрено оръжие. Кога и как ще го използваме?“ Адмирал Фокин така и не дава отговор на този въпрос, а началникът на щаба на Северния флот отговаря, че оръжието може да се използва при нападение върху подводницата, причиняващо повреди в корпуса, или по специална заповед от Москва.
Капитан 2 ранг Архипов участва в похода на подводница „Б-59“ (Проект 641 „Фокстрот“) с ядрено оръжие на борда като най-старши на борда. На 27 октомври 1961 г. група от 11 есминци на ВМС на САЩ начело със самолетоносача „Рандолф“ ги обкръжава близо до Куба. Освен това подводницата била обстрелвана от самолети, а по данни от съветска страна били използвани и дълбочинни бомби. Знае се, че капитанът на подводницата Валентин Григориевич Савицки е искал да използва ядрено торпедо. Архипов запазва самообладание, взема под внимание сигналите, които си разменяли американските кораби, и спира Савицки. В резултат на това подводницата изпраща сигнал със следното съдържание: „Прекратете провокацията!“, в резултат на което самолетите се изтеглят и обстановката малко се нормализира.
В книгата на Александър Мозговой „Кубинска самба с квартет Фокстрот: съветските подводници по време на Кубинската криза 1961 г.“, издадена през 2002 г., участник в тези събития лансира версията, че капитанът на подводницата загубва самообладание, а други 2 офицери, включително Архипов, го успокояват. По други данни против изстрелването на торпедото с ядрена глава е само Архипов.
На конференция в Хавана на 13 октомври 2002 г., посветена на 40-ата годишнина от Кубинската криза Робърт Макнамара (американски министър на отбраната по нейно време) казва, че ядрената война тогава е била по-вероятна, отколкото се е считало по-късно. Томас Блентън от Университета „Джордж Вашингтон“, гр. Вашингтон заявява, че мъж с фамилия Архипов е спасил света.

### Служба след Карибската криза
След приключването на Карибската криза Архипов продължава своята служба на същата длъжност. През ноември 1964 г. е назначен за командир на 69-а бригада подводници. След това командва 37-а дивизия подводници.
През декември 1975 г. получава званието контраадмирал, като е назначен за началник на Каспийското висше военноморско училище „Киров“, Баку. Тази длъжност заема до ноември 1985 г. На 10 февруари 1981 г. получава званието вицеадмирал.

## Последни години
След излизане в резерва живее във вилно селище Купавна (микрорайон на гр. Железнодорожний от 2004 г.), Московска област. Става председател на Съвета на ветераните на град Железнодорожний. Умира през 1998 г. Погребан е в гробището на града.
През 2003 г. е награден посмъртно с националната награда на Италия – Премия на Ротондата „Ангелите на нашето време“ за проявената смелост, мъжество и издръжливост при екстремални условия. Наградата е връчена на неговата вдовица през януари 2005 г.
|  | Тази страница частично или изцяло представлява превод на страницата „Василий Александрович Архипов“ в Уикипедия на руски. Оригиналният текст, както и този превод, са защитени от Лиценза „Криейтив Комънс – Признание – Споделяне на споделеното“, а за съдържание, създадено преди юни 2009 година – от Лиценза за свободна документация на ГНУ. Прегледайте историята на редакциите на оригиналната страница, както и на преводната страница, за да видите списъка на съавторите. ВАЖНО: Този шаблон се отнася единствено до авторските права върху съдържанието на статията. Добавянето му не отменя изискването да се посочват конкретни източници на твърденията, които да бъдат благонадеждни. |